# Louis van der Westhuizen
Pour les articles homonymes, voir Van der Westhuizen.

a Compétitions nationales et continentales officielles uniquement.

b Matchs officiels uniquement.
Dernière mise à jour le 3 mars 2024.
Louis van der Westhuizen, né le 25 février 1995 à Windhoek (Namibie), est un joueur international namibien de rugby à XV jouant au poste de talonneur. Il évolue avec la franchise sud-africaine des Cheetahs depuis 2020.

## Carrière

### En club
Louis van der Westhuizen commencer à jouer au rugby dans son pays natal, avant de déménager en Afrique du Sud en 2013 pour suivre ses études à l'université du Nord-Ouest de Potchefstroom. Il joue alors parallèlement avec l'académie de la province des Leopards et l'équipe de son université — les NWU Pukke — en Varsity Cup (en) (championnat universitaire sud-africain).
Il commence sa carrière professionnelle en 2016 avec les Leopards en Provincial Cup, puis en Currie Cup First Division. Lors de sa première saison, il est finaliste de la Currie Cup First Division, après une défaite en finale face aux Griffons.
En 2019, il devient le capitaine des NWU Pukke, et termine obtient son diplôme d'ingénieur. Après avoir terminé ses études, il refuse une offre de prolongation de la part des Leopards pour rejoindre la province des Namibia Welwitschias, évoluant en Rugby Challenge. Il dispute deux rencontres avec cette équipe.
Il rejoint ensuite la franchise des Bulls pour disputer la saison 2020 de Super Rugby. Avec sa nouvelle équipe, il dispute un match de préparation contre l'équipe universitaire des UP Tuks. Il ne dispute cependant aucune rencontre officielle, dans une saison qui est écourtée à cause de la pandémie de Covid-19.
Dans la foulée de son passage aux Bulls, il signe un contrat d'une saison avec les Cheetahs pour disputer le Super Rugby Unlocked (en) à la fin de l'année 2020,. Il joue son premier, et unique, match de la saison le 10 octobre 2020 contre les Pumas,. Il dispute ensuite la Currie Cup avec les Free State Cheetahs, puis prolonge son contrat avec la province pour une saison de plus.
En 2023, Louis van der Westhuizen remporte la Currie Cup en battant les Pumas en finale sur le score de 25 à 17. Il est sur le banc des remplaçants au début de la rencontre,.

### En équipe nationale
Louis van der Westhuizen obtient sa première cape internationale avec l'équipe de Namibie à l'âge de 18 ans, le 8 novembre 2013 à l’occasion d’un match contre l'équipe du Zimbabwe à Windhoek.
En 2014 et 2015, il joue avec l'équipe de Namibie des moins de 20 ans, et participe au trophée mondial des moins de 20 ans.
Il fait partie du groupe namibien choisi par Phil Davies pour participer à la Coupe du monde 2015 en Angleterre. Il dispute quatre matchs lors de cette compétition, contre la Nouvelle-Zélande, les Tonga, l'Argentine et la Géorgie. Il est à chaque fois remplaçant de l'expérimenté Torsten van Jaarsveld.
En septembre 2019, il retenu par le sélectionneur Phil Davies pour disputer la Coupe du monde au Japon. Il dispute deux rencontres : contre l'Italie et l'Afrique du Sud.
En août 2023, il est sélectionné pour participer à la Coupe du monde 2023, se déroulant en France.

## Palmarès

### En club
- Finaliste de la Currie Cup First Division en 2016 et 2017 avec les Leopards.

### En équipe nationale
- 21 sélections
- 30 points (6 essais)

- Vainqueur de la Coupe d'Afrique (Gold Cup) en 2016, 2017 et 2018.
- Participations à la Coupe du monde en 2015 (4 matchs) et 2019 (2 matchs).